# Ölgij

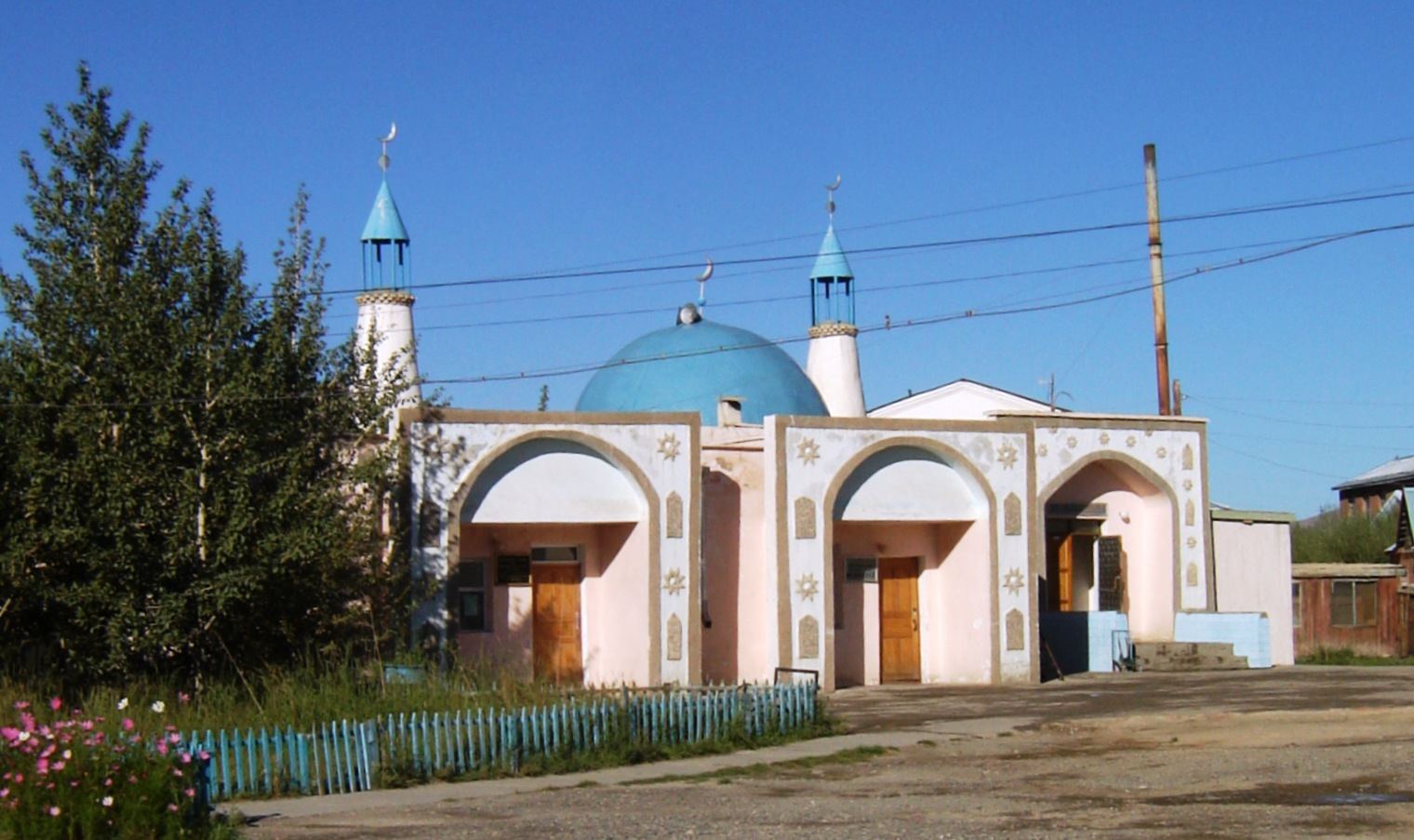
Hlavní městská mešita

Ölgij je hlavním městem Bajanölgijského ajmagu v Mongolsku. Město leží v západní části země v nadmořské výšce 1710 m. Má 28 496 obyvatel (2008).

## Doprava
Ölgijské letiště má jednu dráhu. Slouží k pravidelným letům do Ulánbátaru a příležitostným letům do Kazachstánu.